# Маршалл (округ, Оклахома)
Округ Маршалл (англ. Marshall County) располагается в США, в штате Оклахома. Официально образован в 1907 году. По состоянию на 2010 год, численность населения составляла 15 957 человек. 

## География
По данным Бюро переписи США, общая площадь округа равняется 1106 км², из которых 961 км² суша и 145 км² или 13,08 % это водоёмы.

## Население
По данным переписи населения 2000 года в округе проживает 13 184 жителей в составе 5 371 домашних хозяйств и 3 802 семей. Плотность населения составляет 14,00 человек на км2. На территории округа насчитывается 8 517 жилых строений, при плотности застройки около 9-ти строений на км2. Расовый состав населения: белые — 77,99 %, афроамериканцы — 1,84 %, коренные американцы (индейцы) — 9,10 %, азиаты — 0,19 %, гавайцы — 0,01 %, представители других рас — 6,17 %, представители двух или более рас — 4,71 %. Испаноязычные составляли 8,60 % населения независимо от расы.
В составе 27,30 % из общего числа домашних хозяйств проживают дети в возрасте до 18 лет, 58,10 % домохозяйств представляют собой супружеские пары проживающие вместе, 8,80 % домохозяйств представляют собой одиноких женщин без супруга, 29,20 % домохозяйств не имеют отношения к семьям, 26,40 % домохозяйств состоят из одного человека, 14,50 % домохозяйств состоят из престарелых (65 лет и старше), проживающих в одиночестве. Средний размер домохозяйства составляет 2,40 человека, и средний размер семьи 2,87 человека.
Возрастной состав округа: 23,50 % моложе 18 лет, 7,50 % от 18 до 24, 24,10 % от 25 до 44, 25,50 % от 45 до 64 и 25,50 % от 65 и старше. Средний возраст жителя округа 41 лет. На каждые 100 женщин приходится 96,50 мужчин. На каждые 100 женщин старше 18 лет приходится 93,60 мужчин.
Средний доход на домохозяйство в округе составлял 26 437 $, на семью — 31 825 $. Среднестатистический заработок мужчины был 25 201 $ против 19 932 $ для женщины. Доход на душу населения составлял 14 982 $. Около 13,50 % семей и 17,90 % общего населения находились ниже черты бедности, в том числе — 24,10 % молодёжи (тех, кому ещё не исполнилось 18 лет) и 15,30 % тех, кому было уже больше 65 лет.